# 鹤峰乡 (阆中市)
鹤峰乡，是中华人民共和国四川省南充市阆中市下辖的一个乡镇级行政单位。2019年10月，撤销三庙乡，将其所属行政区域划归鹤峰乡管辖。

## 行政区划
鹤峰乡下辖以下地区：
金鸭子村、石曲子村、仆钟山村、七里扁村、油榨坪村、大树垭村和川主庙村，三庙沟村、太阳包村、龙池山村、蚕丝山村、罗汉山村和重石子村。